# Instituto Metropolitano de Planificación
El Instituto Metropolitano de Planificación es un organismo descentralizado de la Municipalidad Metropolitana de Lima, Perú. Fue fundado en 1991 mediante el Acuerdo de Concejo Nº 032-MML, que actúa como eje del Sistema Regional y Metropolitano de Planificación. Tiene personería jurídica y autonomía administrativa, técnica y económica.

## Organización
El Instituto Metropolitano de Planificación desarrolla sus actividades dentro el marco normativo y legal que le corresponde.
- Consejo directivo
- Dirección ejecutiva
- Dirección general viabilidad y transporte
- Dirección general planificación territorial
- Dirección general de estudios
- Dirección general proyectos y cooperación técnica interna
- Oficina general de administración
- Oficina general información técnica
- Oficina general asesoría legal
- Oficina general sistema metropolitano de planificación